# Odlazak velikog starca
Odlazak velikog starca (rus. "Уход великого старца") - ruski film redatelja Jakova Protazanova.

## Radnja
Film govori o posljednjem razdoblju života Lava Tolstoja.

## Uloge
- Vladimir Šaternikov
- Oljga Petrova
- Mihail Tamarov
- Elizaveta Timan

## Vanjske poveznice
- Odlazak velikog starca na Kino Poisk